# Rezydentura MSW w Berlinie „Mołnia”
Rezydentura MSW w Berlinie, kryptonim „Mołnia”, od 1962 „Baza” – działająca od końca lat czterdziestych XX w. w Radzieckiej Strefie Okupacyjnej w Niemczech, później w NRD oraz Berlinie Zachodnim, jednostka operacyjna Ministerstwa Spraw Wewnętrznych PRL.

## Charakterystyka
Początkowo pełniła tylko funkcję wywiadowczą, zaś następnie również kontrwywiadowczą. Organizacyjnie podlegała Departamentowi I MSW (wywiad), zaś Departament II MSW (kontrwywiad), utrzymywał w niej własną komórkę – Podgrupę „Karpaty” MSW w Berlinie, Grupę Operacyjną „Karpaty” w Berlinie (Operativgruppe „Karpaten” in Berlin). Okresowo byli też w niej zatrudnieni funkcjonariusze innych komórek organizacyjnych MSW, np. Departamentu V MSW i Departamentu Techniki MSW.
Rezydentura pełniła też funkcję łącznikową MSW PRL z Ministerstwem Bezpieczeństwa Publicznego NRD (Ministerium für Staatssicherheit – tzw. Stasi) i przedstawicielstwem KGB.
W latach 1980. rezydentura zatrudniała 17 pracowników (rezydenta, 12 pracowników operacyjnych, 2 oficerów z Departamentu Techniki MSW, szyfranta i sekretarkę) w Berlinie i Lipsku oraz 7 pracowników operacyjnych pod przykryciem zatrudnionych w Polskiej Misji Wojskowej w Berlinie Zachodnim.

## Rezydenci
- 1955–1956 – Eugeniusz Pękała (1925–2007)[3]
- 1956–1957 – Stanisław Groniecki, p.o., mjr. (1926–2010)
- 1957–1961 – Władysław Michalski, mjr./ppłk.
- 1961–1964 – Czesław Koliński (1909–)
- 1969–1973 – Henryk Sokolak, płk. (1921–1984)
- 1979–1984 – Tomasz Wójcik, płk. (1931–)
- 1985– – Eugeniusz Bossart (1936–)

## Szefowie Podgrupy Operacyjnej „Karpaty”
- 1956–1960 – Stanisław Bejm, ppłk. (1922–1975)[4]
- 1960–1964 – Stanisław Smolnik, ppłk. (1929–1974)
- 1969–1975 – Wacław Szarszewski (1924–2010)